# Bielorrússia nos Jogos Olímpicos de Verão da Juventude de 2010
A Bielorrússia participou dos Jogos Olímpicos de Verão da Juventude de 2010 em Cingapura. Sua delegação foi composta por 50 atletas que competiram em 19 esportes. O país conquistou apenas quatro medalhas de prata e uma de bronze.

## Medalhistas
| Medalha | Nome                  | Esporte                | Evento                        | Data         |
| ------- | --------------------- | ---------------------- | ----------------------------- | ------------ |
| Prata   | Sviatlana Makshtarova | Ginástica de trampolim | Feminino                      | 20 de agosto |
| Prata   | Illia Charheika       | Tiro                   | Carabina de ar 10 m masculino | 22 de agosto |
| Prata   | Alena Navahrodskaya   | Atletismo              | Arremesso de martelo feminino | 23 de agosto |
| Prata   | Arina Charopa         | Ginástica rítmica      | Individual geral              | 25 de agosto |
| Bronze  | Vita Valnova          | Judô                   | Até 44 kg feminino            | 21 de agosto |

## Atletismo
| Evento                            | Atleta              | Qualificação | Qualificação | Final     | Final        |
| Evento                            | Atleta              | Resultado    | Posição      | Resultado | Posição      |
| --------------------------------- | ------------------- | ------------ | ------------ | --------- | ------------ |
| Arremesso de martelo feminino     | Alena Navahrodskaya | 59,39        | 1º           | 57,34     | [ 3 ]        |
| 2000 m com obstáculos feminino    | Anastasiya Puzakova | 7:03.02      | 7º           | 7:55.18   | 7º (Final A) |
| Salto em altura masculino         | Andrei Churyla      | 2,07         | 7º           | 2,14      | 4º (Final A) |
| Salto com vara feminino           | Iryna Yakaltsevich  | 3,50         | 12º          | 3,90      | 2º (Final B) |
| 3000 m feminino                   | Nina Savina         | 9:48.45      | 7º           | 9:50.04   | 6º (Final A) |
| Arremesso de peso feminino        | Viktoryia Kolb      | 13,61        | 8º           | 14,61     | 6º (Final A) |
| Marcha atlética feminina (5 km)   | Volha Dukhounik     |              |              | 25:09.48  | 12º          |
| Arremesso de disco feminino       | Volha Hladchanka    | 41,44        | 11º          | 39,85     | 3º (Final B) |
| Salto triplo masculino            | Yauhen Rabtsevich   | 14,50        | 11º          | 14,06     | 5º (Final B) |
| Marcha atlética masculina (10 km) | Yauhen Zaleski      |              |              | 46:52.38  | 8º           |

## Basquetebol
| Evento                          | Elenco                                                               | Preliminares | Preliminares                                                                       | Preliminares | Classificação 9-16         | Classificação 9-12 | Disputa pelo 11º lugar | Pos. final |
| Evento                          | Elenco                                                               | Grupo        | Resultados                                                                         | Pos.         | Classificação 9-16         | Classificação 9-12 | Disputa pelo 11º lugar | Pos. final |
| ------------------------------- | -------------------------------------------------------------------- | ------------ | ---------------------------------------------------------------------------------- | ------------ | -------------------------- | ------------------ | ---------------------- | ---------- |
| Torneio Feminino de Basquetebol | Darya Lipinskaya Katsiaryna Nialepka Nadzeya Bohdan Nataliia Baklaha | B            | ANG Angola V 35-11 Cingapura V 32-9 GER Alemanha D 13-15 USA Estados Unidos D 5-33 | 3º           | CIV Costa do Marfim V 33-7 | ITA Itália D 28-29 | RUS Rússia D 18-21     | 12º        |

## Boxe
| Evento                         | Atleta           | Preliminares            | Disputa pelo 5º lugar  | Pos. final |
| ------------------------------ | ---------------- | ----------------------- | ---------------------- | ---------- |
| Peso mosca-ligeiro (até 48 kg) | Vadzim Kirylenka | IRL Ryan Burnett D 0-12 | RWA Haziza Matusi V WO | 5º         |

## Canoagem
| Evento                  | Atleta               | Tomada de tempo | Tomada de tempo | 1ª rodada                              | 2ª rodada (repescagem)                          | Oitavas-de-final                                | Quartas-de-final                   | Semi-finais                 | Final                       | Pos. final |
| Evento                  | Atleta               | Resultado       | Pos.            | Oponente Resultado                     | Oponente Resultado                              | Oponente Resultado                              | Oponente Resultado                 | Oponente Resultado          | Oponente Resultado          | Pos. final |
| ----------------------- | -------------------- | --------------- | --------------- | -------------------------------------- | ----------------------------------------------- | ----------------------------------------------- | ---------------------------------- | --------------------------- | --------------------------- | ---------- |
| Velocidade K1 feminino  | Aliaksandra Hryshyna | 1:44.46         | 6º              | SLO Ajda Novak V 1:46.21 (bat. 6)      |                                                 | AUS Jessica Fox V 1:45.27 (bat. 8)              | CHN Jieyi Huang D 1:45.94 (bat. 3) | Não avançou                 | Não avançou                 | 6º         |
| Slalom K1 feminino      | Aliaksandra Hryshyna | 1:59.57         | 17º             | SIN Nan Feng Wang D 1:58.30 (bat. 7)   | STP Genanilze Almeida Soares V 1:54.01 (rep. 1) | AUS Jessica Fox D 2:01.26 (bat. 1)              | Não avançou                        | Não avançou                 | Não avançou                 | --         |
| Velocidade K1 masculino | Andrei Tsarykovich   | 1:30.85         | 2º              | CMR Dipoko Dikongue V 1:32.87 (bat. 1) |                                                 | IRI Ali Aghamirzaeijenaghrad V 1:31.20 (bat. 6) | POL Igor Dolata V 1:32.46 (bat. 3) | GER Tom Liebscher D 1:37.29 | ESP Íñigo García D 1:32.60* | 4º         |
| Slalom K1 masculino     | Andrei Tsarykovich   | 1:49.24         | 16º             | GBR Andrew Martin D 1:43.89 (bat. 6)   | RSA Luke Stowman D 1:48.48 (rep. 3)             | SVK Miroslav Urban D 1:46.62 (bat. 2)           | Não avançou                        | Não avançou                 | Não avançou                 | --         |

* Disputa pelo bronze

## Ciclismo
| Prova                     | Equipe                | Corta-mato | Corta-mato | Corta-mato | Corta-mato | Corta-mato | Corta-mato | Contra-relógio | Contra-relógio | Contra-relógio | Contra-relógio | Contra-relógio | Contra-relógio | BMX    | BMX  | BMX  | BMX           | BMX   | BMX   | Estrada masculino[n1] | Estrada masculino[n1] | Estrada masculino[n1] | Pontuação geral | Pos. final |
| Prova                     | Equipe                | Fem.       | Fem.       | Fem.       | Masc.      | Masc.      | Masc.      | Fem.           | Fem.           | Fem.           | Masc.          | Masc.          | Masc.          | Fem.   | Fem. | Fem. | Masc.         | Masc. | Masc. | Estrada masculino[n1] | Estrada masculino[n1] | Estrada masculino[n1] | Pontuação geral | Pos. final |
| Prova                     | Equipe                | T          | P          | Pts        | T          | P          | Pts        | T              | P              | Pts            | T              | P              | Pts            | T      | P    | Pts  | T             | P     | Pts   | T                     | P                     | Pts                   | Pontuação geral | Pos. final |
| ------------------------- | --------------------- | ---------- | ---------- | ---------- | ---------- | ---------- | ---------- | -------------- | -------------- | -------------- | -------------- | -------------- | -------------- | ------ | ---- | ---- | ------------- | ----- | ----- | --------------------- | --------------------- | --------------------- | --------------- | ---------- |
| Equipes mistas combinadas | Kazstantsin Khviyuzan |            |            |            |            |            |            |                |                |                | 4:08.84        | 8º             | 18             |        |      |      |               |       |       | 1:05:44               | 39º                   | 72                    | 341             | 26º        |
| Equipes mistas combinadas | Mikita Zharoven       |            |            |            | -2 voltas  | 26º        | 72         |                |                |                |                |                |                |        |      |      |               |       |       | 1:05:44               | 16º                   | 70 - 5 = 65[n2]       | 341             | 26º        |
| Equipes mistas combinadas | Pavel Rahel           |            |            |            |            |            |            |                |                |                |                |                |                |        |      |      | Não completou | 31º   | 72    | 1:15:40               | 59º                   | 72                    | 341             | 26º        |
| Equipes mistas combinadas | Volha Masiukovich     | 58:29      | 20º        | 40         |            |            |            | 3:37.03        | 12º            | 34             |                |                |                | 48.432 | 22º  | 40   |               |       |       |                       |                       |                       | 341             | 26º        |

↑  Na prova de estrada apenas a melhor pontuação foi considerada.

↑  5 pontos foram deduzidos porque todos os três ciclistas acabaram a corrida.

## Esgrima
| Evento                     | Atleta        | Qualificação | Qualificação | Oitavas-de-final   | Quartas-de-final         | Semifinais                  | Final                       | Pos. final |
| Evento                     | Atleta        | Oponente Resultado | Pos.         | Oponente Resultado | Oponente Resultado       | Oponente Resultado          | Oponente Resultado          | Pos. final |
| -------------------------- | ------------- | --- | ------------ | ------------------ | ------------------------ | --------------------------- | --------------------------- | ---------- |
| Sabre individual masculino | Mikhail Akula | GER Richard Hubers D 2-5 FRA Arthur Zatko V 5-3 ROM Dragos Sirbu V 5-2 HKG Jackson Wang V 5-1 EGY Ziad Elsissy V 5-1 NIG Djibrilla Issaka Kondo V 5-0 | 2º           | Sem oponente       | RUS Artur Okunev V 15-12 | ITA Leonardo Affede D 12-15 | GER Richard Hubers D 13-15* | 4º         |

* Disputa pelo bronze
| Evento         | Atleta                                             | Oitavas-de-final   | Quartas-de-final          | Classificação 5-8         | Disputa pelo 5º lugar   | Pos. final |
| Evento         | Atleta                                             | Oponente Resultado | Oponente Resultado        | Oponente Resultado        | Oponente Resultado      | Pos. final |
| -------------- | -------------------------------------------------- | ------------------ | ------------------------- | ------------------------- | ----------------------- | ---------- |
| Equipes mistas | Mikhail Akula (como integrante da equipe Europa 3) | Sem oponente       | Equipe Américas 1 D 28-30 | Equipe Américas 2 V 30-23 | Equipe Europa 4 D 29-30 | 6º         |

## Ginástica

### Ginástica artística
| Atleta              | Evento                       | Qualificação | Qualificação | Final por aparelhos | Final por aparelhos | Final individual geral | Final individual geral | Final individual geral | Final individual geral | Final individual geral | Final individual geral | Final individual geral | Final individual geral | Final individual geral | Final individual geral |
| Atleta              | Evento                       | Result.      | Pos.         | Result.             | Pos.                | Barras assimétricas    | Trave                  | Solo                   | Salto                  | Cavalo com alças       | Argolas                | Barras paralelas       | Barra fixa             | Total                  | Pos.                   |
| ------------------- | ---------------------------- | ------------ | ------------ | ------------------- | ------------------- | ---------------------- | ---------------------- | ---------------------- | ---------------------- | ---------------------- | ---------------------- | ---------------------- | ---------------------- | ---------------------- | ---------------------- |
| Lizaveta Parfionava | Salto feminino               | 12.300       | 37º          | Não avançou         | Não avançou         |                        |                        |                        |                        |                        |                        |                        |                        |                        |                        |
| Lizaveta Parfionava | Barras assimétricas feminino | 7.600        | 40º          | Não avançou         | Não avançou         |                        |                        |                        |                        |                        |                        |                        |                        |                        |                        |
| Lizaveta Parfionava | Trave feminino               | 9.550        | 42º          | Não avançou         | Não avançou         |                        |                        |                        |                        |                        |                        |                        |                        |                        |                        |
| Lizaveta Parfionava | Solo feminino                | 11.850       | 29º          | Não avançou         | Não avançou         |                        |                        |                        |                        |                        |                        |                        |                        |                        |                        |
| Lizaveta Parfionava | Individual geral feminino    | 41.300       | 38º          |                     |                     | Não avançou            | Não avançou            | Não avançou            | Não avançou            |                        |                        |                        |                        | Não avançou            | Não avançou            |
| Vasili Mikhalitsyn  | Solo masculino               | 13.300       | 26º          | Não avançou         | Não avançou         |                        |                        |                        |                        |                        |                        |                        |                        |                        |                        |
| Vasili Mikhalitsyn  | Cavalo com alças masculino   | 13.600       | 8º           | 13.450              | 4º                  |                        |                        |                        |                        |                        |                        |                        |                        |                        |                        |
| Vasili Mikhalitsyn  | Argolas masculino            | 13.300       | 23º          | Não avançou         | Não avançou         |                        |                        |                        |                        |                        |                        |                        |                        |                        |                        |
| Vasili Mikhalitsyn  | Salto masculino              | 13.900       | 39º          | Não avançou         | Não avançou         |                        |                        |                        |                        |                        |                        |                        |                        |                        |                        |
| Vasili Mikhalitsyn  | Barras paralelas masculino   | 13.550       | 15º          | Não avançou         | Não avançou         |                        |                        |                        |                        |                        |                        |                        |                        |                        |                        |
| Vasili Mikhalitsyn  | Barra fixa masculino         | 12.700       | 28º          | Não avançou         | Não avançou         |                        |                        |                        |                        |                        |                        |                        |                        |                        |                        |
| Vasili Mikhalitsyn  | Individual geral masculino   | 80.350       | 24º          |                     |                     |                        |                        | Não avançou            | Não avançou            | Não avançou            | Não avançou            | Não avançou            | Não avançou            | Não avançou            | Não avançou            |

### Ginástica rítmica
| Evento           | Atleta        | Qualificação | Qualificação | Qualificação | Qualificação | Qualificação | Qualificação | Final  | Final  | Final  | Final  | Final   | Final            |
| Evento           | Atleta        | Corda        | Arco         | Maças        | Fita         | Total        | Pos.         | Corda  | Arco   | Maças  | Fita   | Total   | Pos. final       |
| ---------------- | ------------- | ------------ | ------------ | ------------ | ------------ | ------------ | ------------ | ------ | ------ | ------ | ------ | ------- | ---------------- |
| Individual geral | Arina Charopa | 25.925       | 25.550       | 25.500       | 25.250       | 102.225      | 2º           | 25.300 | 23.550 | 25.775 | 25.775 | 100.400 | Medalha de prata |

### Ginástica de trampolim
| Evento    | Atleta                | Qualificação | Qualificação | Final   | Final            |
| Evento    | Atleta                | Result.      | Pos.         | Result. | Pos.             |
| --------- | --------------------- | ------------ | ------------ | ------- | ---------------- |
| Masculino | Aleh Rabtsau          | 63.700       | 6º           | 37.300  | 6º               |
| Feminino  | Sviatlana Makshtarova | 64.600       | 3º           | 37.700  | Medalha de prata |

## Halterofilismo
| Evento              | Atleta             | Peso corporal (kg) | Arranque (kg) | Arranque (kg) | Arranque (kg) | Arranque (kg) | Arremesso (kg) | Arremesso (kg) | Arremesso (kg) | Arremesso (kg) | Total (kg)   | Pos. final   |
| Evento              | Atleta             | Peso corporal (kg) | 1             | 2             | 3             | Res.          | 1              | 2              | 3              | Res.           | Total (kg)   | Pos. final   |
| ------------------- | ------------------ | ------------------ | ------------- | ------------- | ------------- | ------------- | -------------- | -------------- | -------------- | -------------- | ------------ | ------------ |
| Até 53 kg feminino  | Alena Chychkan     | Não competiu       | Não competiu  | Não competiu  | Não competiu  | Não competiu  | Não competiu   | Não competiu   | Não competiu   | Não competiu   | Não competiu | Não competiu |
| Até 85 kg masculino | Aliaksandr Venskel | 83,88              | 130           | 137           | 141           | 137           | 160            | 170            | 176            | 170            | 307          | 4º           |

## Judô
| Evento             | Atleta       | 1ª rodada    | 2ª rodada                    | 2ª rodada repescagem | Final repescagem B            | Disputa pelo bronze B    | Pos. final |
| ------------------ | ------------ | ------------ | ---------------------------- | -------------------- | ----------------------------- | ------------------------ | ---------- |
| Até 44 kg feminino | Vita Valnova | Sem oponente | HUN Barbara Batizi D 000-101 | Sem oponente         | BAH Cynthia Rahming V 100-000 | PER Lesly Cano V 001-000 | [ 21 ]     |

| Evento         | Atleta                                           | 1ª rodada              | 2ª rodada   | Semifinais  | Final       | Pos. final |
| -------------- | ------------------------------------------------ | ---------------------- | ----------- | ----------- | ----------- | ---------- |
| Equipes mistas | Vita Valnova (como integrante da equipe Munique) | ZZX Equipe Essen D 3-4 | Não avançou | Não avançou | Não avançou | 9º         |

## Lutas
| Evento                           | Atleta                  | Preliminares            | Preliminares                  | Preliminares           | Preliminares | Disputa pelo bronze        | Pos. final |
| Evento                           | Atleta                  | 1ª rodada               | 2ª rodada                     | 3ª rodada              | Pos.         | Oponente Resultado         | Pos. final |
| Evento                           | Atleta                  | Oponente Resultado      | Oponente Resultado            | Oponente Resultado     | Pos.         | Oponente Resultado         | Pos. final |
| -------------------------------- | ----------------------- | ----------------------- | ----------------------------- | ---------------------- | ------------ | -------------------------- | ---------- |
| Greco-romana até 69 kg masculino | Aliaksandr Nedashkouski | NCA José Gonzalez V 4-0 | KAZ Zhanibek Kandybayev D 1-3 | COL Carlos Valor V 3-0 | 2º           | IRI Yousef Ghaderian D 1-3 | 4º         |

| Evento                           | Atleta             | Preliminares              | Preliminares                       | Preliminares            | Preliminares | Disputa pelo 5º lugar      | Pos. final |
| Evento                           | Atleta             | 1ª rodada                 | 2ª rodada                          | 3ª rodada               | Pos.         | Oponente Resultado         | Pos. final |
| Evento                           | Atleta             | Oponente Resultado        | Oponente Resultado                 | Oponente Resultado      | Pos.         | Oponente Resultado         | Pos. final |
| -------------------------------- | ------------------ | ------------------------- | ---------------------------------- | ----------------------- | ------------ | -------------------------- | ---------- |
| Livre até 76 kg masculino        | Aliaksandr Hushtyn | CAN Dalton Webb V 3-1     | UZB Dierbek Ergashev D 1-3         | TUR Resul Kalayci D 1-4 | 3º           | BEN Victorin Kouagou V 4-1 | 5º         |
| Greco-romana até 50 kg masculino | Andrei Pikuza      | AZE Elman Mukhtarov D 0-3 | CUB Johan Rodriguez Banguela D 0-3 |                         | 3º           | ALG Amine Boughazi V 4-0   | 5º         |

## Natação
| Evento                | Atleta            | Qualificação | Qualificação | Semifinais  | Semifinais  | Final       | Final       |
| Evento                | Atleta            | Resultado    | Posição      | Resultado   | Posição     | Resultado   | Posição     |
| --------------------- | ----------------- | ------------ | ------------ | ----------- | ----------- | ----------- | ----------- |
| 50 m livre feminino   | Aksana Dziamidava | Não largou   | -- (q9)      | Não avançou | Não avançou | Não avançou | Não avançou |
| 100 m livre feminino  | Aksana Dziamidava | 58.22        | 14º (1º q4)  | 57.49       | 9º (5º sf1) | Não avançou | Não avançou |
| 200 m livre feminino  | Aksana Dziamidava | 2:07.98      | 26º (4º q3)  |             |             | Não avançou | Não avançou |
| 200 m livre masculino | Yaraslau Pronin   | 1:56.30      | 27º (5º q3)  |             |             | Não avançou | Não avançou |
| 400 m livre masculino | Yaraslau Pronin   | 4:07.90      | 21º (7º q4)  |             |             | Não avançou | Não avançou |

## Pentatlo moderno
| Evento               | Atleta                                   | Esgrima (Espada 1 toque) | Esgrima (Espada 1 toque) | Esgrima (Espada 1 toque) | Natação (200 m livre) | Natação (200 m livre) | Natação (200 m livre) | Corrida e tiro (3000 m, pistola a laser) | Corrida e tiro (3000 m, pistola a laser) | Corrida e tiro (3000 m, pistola a laser) | Pontuação total | Pos. final |
| Evento               | Atleta                                   | Result.                  | Pos.                     | Pontos                   | Tempo                 | Pos.                  | Pontos                | Tempo                                    | Pos.                                     | Pontos                                   | Pontuação total | Pos. final |
| -------------------- | ---------------------------------------- | ------------------------ | ------------------------ | ------------------------ | --------------------- | --------------------- | --------------------- | ---------------------------------------- | ---------------------------------------- | ---------------------------------------- | --------------- | ---------- |
| Individual masculino | Aliaksandr Biruk                         | 12                       | 7º                       | 840                      | 2:07.32               | 5º                    | 1276                  | 11:03.82                                 | 4º                                       | 2348                                     | 4464            | 6º         |
| Individual feminino  | Marharyta Maseikava                      | 7                        | 22º                      | 640                      | 2:21.80               | 5º                    | 1100                  | 13:02.76                                 | 10º                                      | 1872                                     | 3612            | 13º        |
| Equipes mistas       | Aliaksandr Biruk e HUN Zsofia Foldhazi   | 45                       | 13º                      | 810                      | 1:58.39               | 1º                    | 1380                  | 15:36.70                                 | 7º                                       | 2336                                     | 4526            | 4º         |
| Equipes mistas       | Marharyta Maseikava e KAZ German Sobolev | 44                       | 15º                      | 800                      | 2:07.98               | 18º                   | 1268                  | 16:49.94                                 | 18º                                      | 2044                                     | 4112            | 19º        |

## Remo
| Evento             | Atleta                              | Elim.   | Elim.       | Repescagem | Repescagem | Semifinais    | Semifinais    | Final         | Final         |
| Evento             | Atleta                              | Tempo   | Pos.        | Tempo      | Pos.       | Tempo         | Pos.          | Tempo         | Pos.          |
| ------------------ | ----------------------------------- | ------- | ----------- | ---------- | ---------- | ------------- | ------------- | ------------- | ------------- |
| Dois sem masculino | Siarhei Valadzko Roman Budzko       | 3:25.75 | 4º (bat. 2) | 3:33.32    | 4º         | Não avançaram | Não avançaram | Não avançaram | Não avançaram |
| Dois sem feminino  | Tanya Misachenka Nadzeya Misachenka | 3:44.51 | 3º (bat. 2) |            |            | 3:50.77       | 4º (sf A/B2)  | 3:42.29       | 3º (Final B)  |

## Taekwondo
| Evento                  | Atleta             | Quartas-de-final           | Semifinais  | Final       | Pos. final |
| ----------------------- | ------------------ | -------------------------- | ----------- | ----------- | ---------- |
| Mais de 73 kg masculino | Aliaksandr Shmakau | GER Ibrahim Ahmadsei D 5-6 | Não avançou | Não avançou | 5º         |

## Tênis
| Evento           | Atleta                       | 1ª rodada                                                    | 2ª rodada                                  | Quartas-de-final                                         | Semifinais         | Final              | Pos. final |
| Evento           | Atleta                       | Oponente Resultado                                           | Oponente Resultado                         | Oponente Resultado                                       | Oponente Resultado | Oponente Resultado | Pos. final |
| ---------------- | ---------------------------- | ------------------------------------------------------------ | ------------------------------------------ | -------------------------------------------------------- | ------------------ | ------------------ | ---------- |
| Simples feminino | Ilona Kremen                 | JPN Sachie Ishizu V 2-0 (6-3 e 6-3)                          | THA Luksika Kumkhum D 1-2 (6-1, 3-6 e 0-6) | Não avançou                                              | Não avançou        | Não avançou        | --         |
| Duplas femininas | Ilona Kremen e DEN Mai Grage | CAN Marianne Jodoin CAN Katarena Paliivets V 2-0 (6-1 e 7-6) |                                            | SVK Jana Čepelová SVK Chantal Škamlová D 0-1 (4-6 e 3-6) | Não avançaram      | Não avançaram      | --         |

## Tênis de mesa
| Atleta             | Evento           | 1ª fase | 1ª fase | 1ª fase | 2ª fase consolação | 2ª fase consolação | 2ª fase consolação | Pos. final |
| Atleta             | Evento           | Grupo   | Confrontos | Pos.    | Grupo              | Confrontos | Pos.               | Pos. final |
| ------------------ | ---------------- | ------- | --- | ------- | ------------------ | --- | ------------------ | ---------- |
| Katsiaryna Baravok | Simples feminino | E       | ROM Bernadette Szocs D 1-3 (11-9, 8-11, 9-11, 8-11) SMR Letizia Giardi V 3-0 (11-5, 11-9, 11-5) NED Britt Eerland D 0-3 (5-11, 6-11, 5-11) | 3º      | FF                 | AUS Lily Phan V 3-1 (11-7, 8-11, 11-4, 11-4) FRA Celine Pang D 2-3 (9-11, 11-8, 11-5, 3-11, 8-11) GUY Adielle Rosheuvel V 3-0 (11-4, 11-2, 11-4) | 2º                 | --         |

| Atleta                                                   | Evento         | 1ª fase | 1ª fase | 1ª fase | Torneio de consolação          | Torneio de consolação   | Pos. final |
| Atleta                                                   | Evento         | Grupo   | Confrontos | Pos.    | 1ª rodada                      | 2ª rodada               | Pos. final |
| -------------------------------------------------------- | -------------- | ------- | --- | ------- | ------------------------------ | ----------------------- | ---------- |
| Katsiaryna Baravok e CZE Ondřej Bajger (Equipe Europa 5) | Equipes mistas | B       | KOR Coreia do Sul D 0-3 (1-3, 1-3, 0-3) Intercontinental 4 V 3-0 (3-1, 3-0, 3-0) HUN Hungria D 1-2 (0-3, 0-3, 3-1) | 3º      | SRI Sri Lanka V 2-0 (3-2, 3-2) | Intercontinental 2 V WO | 17º        |

## Tiro
| Evento                        | Atleta           | Qualificação | Qualificação | Qualificação  | Qualificação  | Qualificação | Qualificação | Qualificação | Qualificação | Final       | Final       | Final       | Final       | Final       | Final       | Final       | Final       | Final       | Final       | Final       | Final       | Final            |
| Evento                        | Atleta           | 1            | 2            | 3             | 4             | 5            | 6            | Total        | Pos.         | 1           | 2           | 3           | 4           | 5           | 6           | 7           | 8           | 9           | 10          | Total final | Total       | Pos. final       |
| ----------------------------- | ---------------- | ------------ | ------------ | ------------- | ------------- | ------------ | ------------ | ------------ | ------------ | ----------- | ----------- | ----------- | ----------- | ----------- | ----------- | ----------- | ----------- | ----------- | ----------- | ----------- | ----------- | ---------------- |
| Pistola de ar 10 m masculino  | Aliaksei Horbach | 95           | 96           | 93            | 95            | 95           | 97           | 571          | 6º           | 10.1        | 9.9         | 10.1        | 9.8         | 10.6        | 10.3        | 9.1         | 10.5        | 9.7         | 9.7         | 99.8        | 670.8       | 4º               |
| Carabina de ar 10 m masculino | Illia Charheika  | 99           | 99           | 99            | 100           | 98           | 98           | 593          | 2º           | 9.9         | 10.4        | 10.0        | 10.1        | 10.5        | 10.6        | 9.9         | 9.9         | 10.4        | 9.4         | 101.1       | 694.1       | Medalha de prata |
| Pistola de ar 10 m feminino   | Kseniya Faminykh | 99           | 16           | Não completou | Não completou |              |              | 107          | 20º          | Não avançou | Não avançou | Não avançou | Não avançou | Não avançou | Não avançou | Não avançou | Não avançou | Não avançou | Não avançou | Não avançou | Não avançou | Não avançou      |

## Tiro com arco
| Evento               | Atleta                              | Qualificatória | Qualificatória | 1ª rodada                                   | Oitavas-de-final                                       | Quartas-de-final                             | Semi-finais                                       | Final                                          | Pos. final      |
| Evento               | Atleta                              | Resultado      | Pos.           | Oponente Resultado                          | Oponente Resultado                                     | Oponente Resultado                           | Oponente Resultado                                | Oponente Resultado                             | Pos. final      |
| -------------------- | ----------------------------------- | -------------- | -------------- | ------------------------------------------- | ------------------------------------------------------ | -------------------------------------------- | ------------------------------------------------- | ---------------------------------------------- | --------------- |
| Individual masculino | Anton Karoukin                      | 591            | 23º            | EGY Ibrahim Sabry D 5-6                     | Não avançou                                            | Não avançou                                  | Não avançou                                       | Não avançou                                    | --              |
| Individual feminino  | Iryna Hul                           | 554            | 25º            | MDA Alexandra Mirca D 1-7                   | Não avançou                                            | Não avançou                                  | Não avançou                                       | Não avançou                                    | --              |
| Equipes mistas       | Anton Karoukin e ITA Gloria Filippi |                |                | KOR Kwak Ye-Ji/ MYA Aung Gyi V 6-0          | MDA Alexandra Mirca/ DEN Benjamin Hindborg Ipsen V 6-4 | BLR Iryna Hul/ CHN Luo Siyue V 6-2           | TUR Begunhan Unsal/ SIN Abdud Dayyan Jaffar V 6-2 | GRE Zoi Paraskevopoulou/ SLO Gregor Rajh V 7-3 | Medalha de ouro |
| Equipes mistas       | Iryna Hul e CHN Luo Siyue           |                |                | BEL Zoe Gobbels/ CZE František Hajduk V 6-2 | FIN Tanja Sorsa/ RUS Bolot Tsybzhitov V 6-5            | ITA Gloria Filippi/ BLR Anton Karoukin D 2-6 | Não avançaram                                     | Não avançaram                                  | 7º              |

## Vela
| Evento              | Atleta               | Regata | Regata | Regata | Regata | Regata | Regata | Regata | Regata | Regata | Regata | Regata | Total | Posição |
| Evento              | Atleta               | 1      | 2      | 3      | 4      | 5      | 6      | 7      | 8      | 9      | 10     | M      | Total | Posição |
| ------------------- | -------------------- | ------ | ------ | ------ | ------ | ------ | ------ | ------ | ------ | ------ | ------ | ------ | ----- | ------- |
| Techno 293 feminino | Anastasiya Valkevich | 11     | 4      | 5      | 1      | 3      | OCS    | 8      | 4      | 10     | 6      | 2      | 54    | 7º      |

Notas:
- M – Regata da Medalha
- OCS – On the Course Side of the starting line
- DSQ – Disqualified (Desclassificado)
- DNF – Did Not Finish (Não completou)
- DNS – Did Not Start (Não largou)
- BFD – Black Flag Disqualification (Desclassificado por bandeira preta)
- RAF – Retired after Finishing (Retirou-se após completar a prova)